# Scytodes blanda
Espèce
Scytodes blanda est une espèce d'araignées aranéomorphes de la famille des Scytodidae.

## Distribution
Cette espèce est endémique de Cuba.

## Description
Le mâle holotype mesure 4,1 mm et la femelle paratype 5,0 mm.

## Publication originale
- Bryant, 1940 : Cuban spiders in the Museum of Comparative Zoology. Bulletin of the Museum of Comparative Zoology, vol. 86, no 7, p. 247-554 (texte intégral).